# Euspira
Genre
Synonymes
- Labellinacca Cossmann, 1919 †
- Lunatia Gray, 1847
- sous-genre Natica (Euspira)
- sous-genre Polinices (Euspira) Agassiz in J. Sowerby, 1837
- sous-genre Polinices (Lunatia) Gray, 1847[1]

Euspira est un genre de mollusques gastéropodes de la famille des Naticidae. L'espèce-type est Euspira glaucinoides.

## Liste d'espèces
Selon World Register of Marine Species (28 octobre 2017) :
- Euspira abyssicola (E. A. Smith, 1896)
- Euspira agujana (Dall, 1908)
- Euspira blaizensis (Kilburn, 1976)
- Euspira catena (da Costa, 1778) - Grande natice
- Euspira crawfordiana (Dall, 1908)
- Euspira elegans (Suter, 1917) †
- Euspira fringilla (Dall, 1881)
- Euspira fusca (Blainville, 1825)
- Euspira fyfei (Marwick, 1924) †
- Euspira gilva (Philippi, 1851)
- Euspira glaucina (Linnaeus, 1758)
- Euspira glaucinoides (J. Sowerby, 1812) †
- Euspira grossularia (Marche-Marchad, 1957)
- Euspira guilleminii (Payraudeau, 1826)
- Euspira heros (Say, 1822)
- Euspira ilhagwilensis Pacaud, 2016 †
- Euspira intricata (Donovan, 1804)
- Euspira lateaperta (Marwick, 1924) †
- Euspira levicula (A. E. Verrill, 1880)
- Euspira levis (E. A. Smith, 1896)
- Euspira litorina (Dall, 1908)
- Euspira macilenta (Philippi, 1844)
- Euspira montagui (Forbes, 1838)
- Euspira monterona Dall, 1919
- Euspira napus (E.A. Smith, 1904)
- Euspira nitida (Donovan, 1804) - Petite natice
- Euspira notabilis (Jeffreys, 1885)
- Euspira nux (Okutani, 1964)
- Euspira obtusa (Jeffreys, 1885)
- Euspira pallida (Broderip & G. B. Sowerby I, 1829)
- Euspira pardoana (Dall, 1908)
- Euspira phaeocephala (Dautzenberg & H. Fischer, 1896)
- Euspira pila (Pilsbry, 1911)
- Euspira plicispira (Kuroda, 1961)
- Euspira presubplicata (Bouchet & Warén, 1993)
- Euspira sagamiensis Kuroda & Habe, 1971
- Euspira strebeli (Dall, 1908)
- Euspira subplicata (Jeffreys, 1885)
- Euspira tenuis (Récluz, 1851)
- Euspira tenuistriata (Dautzenberg & H. Fischer, 1911)
- Euspira triseriata (Say, 1826)
- Euspira yokoyamai (Kuroda & Habe, 1952)